# Bijdragen tot de Taal-, Land- en Volkenkunde
Bijdragen tot de Taal-, Land- en Volkenkunde – holenderskie czasopismo naukowe publikujące artykuły z zakresu językoznawstwa, antropologii i historii Azji Południowo-Wschodniej. Jest skoncentrowane tematycznie na Indonezji. Zostało założone w 1853 roku pod nazwą „Bijdragen tot de taal-, land- en volkenkunde van Nederlandsch-Indië”. Nazwa ta była stosowana do 1948 roku.
Publikuje głównie w języku angielskim. Ukazuje się jako kwartalnik.